# Fernando Afonso Correia
Fernando Afonso Correia foi um nobre medieval do Reino de Portugal e senhor da Honra de Monte de Fralães, na actual freguesia portuguesa do concelho de Barcelos.

## Relações familiares
Foi filho de Afonso Correia e de Brites Martins da Cunha filha de Rui Martins de Nomães e de Senhorinha Rodrigues Bifardel também conhecida pelo nome de Senhorinha Rodrigues de Portocarreiro Bifardel. Foi casado com Leonor Anes da Cunha filha de João Martins da Cunha e de Sancha Vasques Pimentel, de quem teve:
1. Gonçalo Correia, senhor da Honra de Farelães e casado por duas vezes, a primeira com Branca de Pinho Botelho e a segunda com Isabel Pereira de Lacerda;
2. Paio Correia;
3. Fernão Gonçalves da Cunha;
4. Violante Afonso da Cunha casou Martim Ferreira, 4.º senhor de Cavaleiros;
5. Isabel Correia casou com Rui Vasques;
6. Brites Correia casada por duas vezes, a primeira com Gonçalo Fernandes Barbosa, senhor da Honra de Aborim e a segunda com Diogo Rodrigues Dias;
7. Maria Correia casada com Fernão Anes Cerqueira;
8. Pedro Correia casado com Helena Perestrelo;
9. Martim Correia casada com Leonor da Silva.

Fora do casamento teve:
1. António Correia;
2. João Afonso Correia.